# Redundancja zasilania
Redundancja zasilania – zainstalowanie większej niż to konieczne (z punktu widzenia technicznego) liczby urządzeń zasilających, dla zapewnienia niezbędnej wartości mocy zapotrzebowanej, pozwalające na zwiększenie niezawodności dostaw energii elektrycznej do zasilanych odbiorników.
Układy pracujące w redundancji mogą posiadać:
- redundancję czynną
- redundancję bierną